# Skärjån (naturreservat)
Skärjån är ett naturreservat i Gävle kommun och Söderhamns kommun i Gävleborgs län.
Området är naturskyddat sedan 2015 och är 192 hektar stort. Reservatet består av ån med omgivande lövrika strandskogar.